# Giappone ai Giochi della XXVIII Olimpiade
Il Giappone partecipò ai Giochi della XXVIII Olimpiade, svoltisi ad Atene, Grecia, dal 13 al 29 agosto 2004, con una delegazione di 306 atleti impegnati in trentuno discipline.

## Risultati

### Calcio
- Uomini

| Atleta | Classifica |                     |
| --- | --- | ------------------- |
| V · D · M Nazionale olimpica giapponese · Calcio ai Giochi Olimpici Estivi 2004 1 Sogahata · 2 Tulio · 3 Moniwa · 4 Nasu · 5 Abe · 6 Konno · 7 Morisaki · 8 Ono · 9 Takamatsu · 10 Matsui · 11 Tanaka · 12 Kikuchi · 13 Komano · 14 Ishikawa · 15 Tokunaga · 16 Ōkubo · 17 Hirayama · 18 Kurokawa · CT : Yamamoto | 13° |                     |
| Nazionale olimpica giapponese · Calcio ai Giochi Olimpici Estivi 2004 | |                     |
| 1 Sogahata · 2 Tulio · 3 Moniwa · 4 Nasu · 5 Abe · 6 Konno · 7 Morisaki · 8 Ono · 9 Takamatsu · 10 Matsui · 11 Tanaka · 12 Kikuchi · 13 Komano · 14 Ishikawa · 15 Tokunaga · 16 Ōkubo · 17 Hirayama · 18 Kurokawa · CT: Yamamoto                                                                                  | 1 Sogahata · 2 Tulio · 3 Moniwa · 4 Nasu · 5 Abe · 6 Konno · 7 Morisaki · 8 Ono · 9 Takamatsu · 10 Matsui · 11 Tanaka · 12 Kikuchi · 13 Komano · 14 Ishikawa · 15 Tokunaga · 16 Ōkubo · 17 Hirayama · 18 Kurokawa · CT: Yamamoto | Giappone (bandiera) |

- Donne

| Atleta | Classifica |                     |
| --- | --- | ------------------- |
| V · D · M Nazionale giapponese femminile · Calcio ai Giochi Olimpici Estivi 2004 1 Yamago · 2 Yano · 3 Isozaki · 4 Obe · 5 Kawakami · 6 Sakai · 7 Yamamoto · 8 Miyamoto · 9 Arakawa · 10 Sawa · 11 Otani · 12 Yamagishi · 13 Shimokozuru · 14 Maruyama · 15 Yanagita · 16 Kobayashi · 17 Andō · 18 Onodera · CT : Ueda | 7° |                     |
| Nazionale giapponese femminile · Calcio ai Giochi Olimpici Estivi 2004 | |                     |
| 1 Yamago · 2 Yano · 3 Isozaki · 4 Obe · 5 Kawakami · 6 Sakai · 7 Yamamoto · 8 Miyamoto · 9 Arakawa · 10 Sawa · 11 Otani · 12 Yamagishi · 13 Shimokozuru · 14 Maruyama · 15 Yanagita · 16 Kobayashi · 17 Andō · 18 Onodera · CT: Ueda                                                                                   | 1 Yamago · 2 Yano · 3 Isozaki · 4 Obe · 5 Kawakami · 6 Sakai · 7 Yamamoto · 8 Miyamoto · 9 Arakawa · 10 Sawa · 11 Otani · 12 Yamagishi · 13 Shimokozuru · 14 Maruyama · 15 Yanagita · 16 Kobayashi · 17 Andō · 18 Onodera · CT: Ueda | Giappone (bandiera) |

### Pallacanestro
- Donne

| Atleta | Classifica |
| --- | ---------- |
| V · D · M Nazionale giapponese - Pallacanestro ai Giochi della XXVIII Olimpiade - Torneo femminile 4 Hamaguchi · 5 Konno · 6 Ōyama · 7 Yabuuchi · 8 Kawabata · 9 Kawakami · 10 Yano · 11 Eguchi · 12 Tachikawa · 13 Ōga · 14 Yashiro · 15 Nagata · All. Tomohide Utsumi | 10°        |
| Nazionale giapponese - Pallacanestro ai Giochi della XXVIII Olimpiade - Torneo femminile |            |
| 4 Hamaguchi · 5 Konno · 6 Ōyama · 7 Yabuuchi · 8 Kawabata · 9 Kawakami · 10 Yano · 11 Eguchi · 12 Tachikawa · 13 Ōga · 14 Yashiro · 15 Nagata · All. Tomohide Utsumi |            |